# Dendropemon constantiae
Dendropemon constantiae är en tvåhjärtbladig växtart som beskrevs av Krug & Urb.. Dendropemon constantiae ingår i släktet Dendropemon och familjen Loranthaceae. Inga underarter finns listade i Catalogue of Life.